# 松村彩永
松村 彩永（まつむら さえ、1987年（昭和62年）7月7日 - ）は、日本の女優・モデル。東京都出身。桐朋学園芸術短期大学演劇専攻ミュージカルコース卒業。

## 経歴
学生時代はジャズダンスを習う。2008年 桐朋学園芸術短期大学演劇専攻ミュージカルコース卒業後、松竹株式会社 劇団新派に入団し波乃久里子に師事。所作や日本舞踊を学ぶ。
在籍する6年間に40本以上の舞台に出演し、2014年3月に退団。以降フリーになるが、退団後も松竹株式会社の舞台に出演している。
2015年、フリーとして舞台活動の傍ら演劇ユニット「nu-ta」を立ち上げ、主宰する。公演作品は『父と暮せば』、『杏仁豆腐のココロ』がある。
2017年からスキンケアブランド 『あきゅらいず』のイメージモデルを務める。
2022年4月から松村 彩永と改名して活動。

## 出演

### 演劇・ミュージカル
2009
- 3月　松竹『赤い城 黒い砂』[7][8]
- 6月　新派名作劇場『女の一生』 主演[9][10]

2010
- 1月　初春新派公演『麥秋』[11]

2011
- 1月　初春新派新人公演 『日本橋絵巻』[12][13]
- 4月　新派喜劇公演『三婆』[14]
- 10月　新派アトリエ公演 『女の一生』[15]
- 12月　朗読新派「大つごもり」 主演[16][17]

2013
- 6月　新派百二十五年 六月新派公演『新釈 金色夜叉』[18]
- 8月　新派喜劇公演『三婆』[19]

2014
- 1月　『新春新派新内まつり』[20]

2015
- 1月　劇団弾丸コルト『開放弦』[21]
- 8月　nu-ta『父と暮せば』 主演[22]
- 11月　桐朋学園芸術短期大学創立50周年事業『ミュージカル 若草物語』[23]

2016
- 1月　ざ☆くりもん『花嫁道中』[24]
- 5月　東京アンテナコンテナ『人間なんてラララのラ』[25]
- 7月　松竹『ミュージカル グレイト・ギャツビー』[26]
- 10、12月 nu-ta/MAM『父と暮せば』 主演[27][28]

2017
- 1月　演劇ユニットP-5『ignition』[29]
- 2月　劇団だるま座『ニール・サイモンの名医先生』[30]
- 3月　演劇ユニット セミマツ『ドアを開ければいつも』[31]
- 4月　演劇ユニット どうかとおもう『在り処』[32]
- 5月　東京アンテナコンテナ『浅草福の屋大衆劇場と奇妙な住人達１９８２』[33]
- 6月　劇団時間制作『普通』[34]
- 11月　東京アンテナコンテナ『サスライ7』[35]
- 11月　nu-ta/MAM『父と暮せば』 主演[36]
- 12月　MAM『髪結橋のロビン・グッドフェロー』[37]

2018
- 5月　松竹『蘭～緒方洪庵浪華の事件帳～』[38]
- 7月　ZERO BEAT.『ハンムラビの箱庭』[39]
- 10-11月　松竹『浪漫活劇『るろうに剣心』』[40]

2019
- 1月　nu-ta/MAM『父と暮せば』 主演[41]
- 9月　松竹『蘭 ～緒方洪庵浪華の事件帳～』[42][43]
- 10月　まじんプロジェクト『リヤの三人娘』[44]

2020
- 2-3月　劇団TENSHO『サラリーマンナイトフィーバー』 [45]

2021
- 2月　nu-ta『杏仁豆腐のココロ』 主演[46]
- 3-4月　松竹『未来記の番人』[47][48]
- 7月　nu-ta『父と暮せば』 主演[49]
- 9月　居酒屋「夢の郷」☆製作委員会『いつかまた逢える』 主演[50][51]
- 11月　エアースタジオ『MOTHER マザー～特攻の母 鳥濱トメ物語～』[52][53]

2022
- 1月　劇団時間制作『うるさくて、うるさくて、耳を塞いでもやはりうるさくて』 W主演[54][55]
- 8-10月　松竹『サラリーマンナイトフィーバー』[56][57]
- 11月　エンターテイメントプロジェクトNBO『わたしがピアスをあけたLala...』[58]

2023
- 1月　おごチャン企画『戦隊！鷺ノ宮元子』[59]
- 2月　Uncle Cinnamon『サラリーマンナイトフィーバー』[60]

2024
- 12月　東京マハロ リバイバル公演 produce by テッコウショ『余白を埋める 〜エリカな人々 2024〜』[61]

2025
- 4-5月　Uncle Cinnamon『熱海殺人事件』[62][63][注釈 1]

### 朗読
2018
- 2月　ピープルシアター『ハー太郎遊侠伝／深き海のごとく／海底のサカナと少女』[64]

2021
- 6月　NHK『名もがりの町』[65]

## nu-ta 舞台『父と暮せば』
- 2015年8月から2016年、2017年、2019年、2021年の5回公演している。
- 『父と暮せば』との出会いは劇団新派を退団した後。読んで強い衝撃を受ける[66]。
- 初公演前年の2014年には語り部から話を聞き、「内容や話している時の目とか声色とか、空気、言葉の強さとかが全部突き刺さってきました。」と語る[66]。
- 演劇ユニット「nu-ta」は『父と暮せば』が大好きで、公演する為に立ち上げた[67]。
- キャストは5回公演とも演出：増澤ノゾム、父 福吉竹造 役：剣持直明、娘 福吉美津江 役：松村彩永。
- 2016年札幌公演は公益財団法人北海道演劇財団が運営するシアターZOO年間大賞のRe:Z大賞を受賞[68][69]。